# Lipenović
Lipenović (izvirno srbsko Липеновић) je naselje v Srbiji, ki upravno spada pod Občino Krupanj; slednja pa je del Mačvanskega upravnega okraja.

## Demografija
V naselju živi 466 polnoletnih prebivalcev, pri čemer je njihova povprečna starost 37,7 let (38,1 pri moških in 37,1 pri ženskah). Naselje ima 167 gospodinjstev, pri čemer je povprečno število članov na gospodinjstvo 3,61.
To naselje je, glede na rezultate popisa iz leta 2002, večinoma srbsko.
|  |

| Demografija | Demografija     | Demografija     |
| Leto        | Št. prebivalcev | Št. prebivalcev |
| ----------- | --------------- | --------------- |
|             |                 |                 |
|             |                 |                 |
|             |                 |                 |
|             |                 |                 |
| 1948        | 658             |                 |
| 1953        | 703             |                 |
| 1961        | 705             |                 |
| 1971        | 613             |                 |
| 1981        | 547             |                 |
| 1991        | 605             | 604             |
| 2002        | 615             | 603             |
|             |                 |                 |

| Etnična sestava po popisu iz leta 2002 | Etnična sestava po popisu iz leta 2002 | Etnična sestava po popisu iz leta 2002 | Etnična sestava po popisu iz leta 2002 | Etnična sestava po popisu iz leta 2002 |
| -------------------------------------- | -------------------------------------- | -------------------------------------- | -------------------------------------- | -------------------------------------- |
| Srbi                                   | Srbi                                   |                                        | 597                                    | 99,00%                                 |
| Rusi                                   | Rusi                                   |                                        | 1                                      | 0,16%                                  |
| Neznano                                | Neznano                                |                                        | 3                                      | 0,49%                                  |